# دلال مروه عاشور
دلال مروه عاشور (انگلیسی: Dallal Merwa Achour؛ زادهٔ ۳ نوامبر ۱۹۹۴) بازیکن والیبال زن اهل الجزایر است.